# Knippelsbro
Knippelsbro est un pont basculant pour les voitures, les vélos et les piétons situé dans le centre-ville de Copenhague. Le pont relie les îles de Slotsholmen et d'Amager (quartier de Christianshavn) à travers la partie d'Inderhavnen (le port intérieur) du port de Copenhague.
L'ouvrage est représenté sur les billets de banque de 200 couronnes (TO HUNDREDE KRONER).